# Tomba dei Giocolieri
La tomba del Giocolieri è una tomba etrusca ubicata nella necropoli dei Monterozzi, a Tarquinia.

## Storia e descrizione
La tomba dei Giocolieri venne edificata intorno al 510 a.C.; venne ritrovata nel 1961 all'interno della necropoli dei Monterozzi.
Alla tomba si accede tramite un dromos a gradini: internamente è a camera unica di forma rettangolare con un tetto a doppio spiovente di colore bianco. Sulla parte di fondo, su una zoccolatura nera, è la rappresentazione dei giochi funebri, scena che dà il nome alla tomba: il defunto, sulla destra, è raffigurato seduto su uno sgabello, forse malato o perché un magistrato, nell'atto di osservare lo spettacolo eseguito da un'acrobata che lancia dei dischi verso un'equilibrista con in testa un candelabro, vestita con chitone e un suonatore di flauto e, come spettatori, un giovane nudo e due bambini. Sulla parte superiore, nel timpano, la raffigurazione di una pantera azzurra e un leone rosse che sorreggono il tetto. Sulla parete sinistra è affrescato un giovane nudo, un corridore, un anziano con barba e bastone sorretto da un giovane, due uccelli e un uomo che defeca caratterizzato dalla scritta “aranth heracanasa”, la cui interpretazione è dubbia, mentre sulla parete destra due coppie di danzatrici e un suonatore di siringa. Sul pavimento si notano gli incassi per il letto funebre.